# Jozef Lohyňa
Jozef Lohyňa (* 13. dubna 1963 Zlaté Moravce, Československo) je bývalý československý, později slovenský zápasník, volnostylař. Na letních olympijských hrách v roce 1988 v Soulu získal jako reprezentant Československa bronzovou medaili. Je také mistrem světa z roku 1990. Startoval 8× na mistrovství světa a 10× na mistrovství Evropy.
V roce 1990 vyhrál anketu Sportovec roku.

## Sportovní kariéra
Se zápasením začal se svým o rok starším bratrem Ľubomírem v Handlové. Později pokračoval v Prievidzi v Baníku, v klubu, který se jako jeden z prvních v Československu seriózně zabýval volným stylem. Byl všestranně sportovně nadaný, mimo zápasení hrál fotbal a hokej. Zápasením se původně nechtěl zabývat, v 18 letech byl dokonce vyloučen z Baníku Prievidza. Na vojnu však narukoval do Prahy, kde se stal sparring partner tehdejším zápasnickým esům Danu Karabínovi a Julo Strniskovi v RH Praha (dnes Olymp Praha). V roce 1983 byl povolán do reprezentace a na mistrovství Evropy seniorů obsadil nečekané 4. místo. Jeho velkou předností byla vyrovnaná psychika a odvaha, z velkých jmen si často těžkou hlavu nedělal. Jeho osobním trenérem a sparring partnerem byl starší bratr Ľuboš.
První velkou seniorskou medaili získal v roce 1986 na mistrovství Evropy a na olympijské hry do Soulu v roce 1988 odjížděl jako jeden z favoritů. V Evropě tehdy vládl střední váze Bulhar Aleksandar Nanev. Nanev však na olympiádě v Soulu vyhořel. V prvním kole skupiny B dostal nalosovaného mistra světa a obhájce olympijského zlata Američana Marka Schultze, se kterým prohrál na body. Druhé kolo opět neustál a po dvou porážkách skončil ve skupině. Podobný osud potkal i hlavního favorita Američana Schultze, který poté co v 6. kole těsně nestačil na Rusa Tambovceva, prohrál senzačně v kole dalším s Turem Nedžmi Genčalpem. Lohyňa byl nalosován do schůdnější skupiny A, převážně s asijskými mistry. V prvním kole přejel Švýcara Jolliena, ve druhém kole však takticky nezvládl zápas s domácím Han Mjong-uem (Han bojoval doma, měl na své straně diváky a rozhodčí). Se svými dalšími soupeři si dokázal poradit, v posledním kole si pohlídal nebezpečného Japonce Acušiho a ve skupině skončil s jednou porážkou na druhém místě. Vítězem skupiny se bez porážky stal Jihokorejec Han a postoupil do finále. Lohyňa se utkal o třetí místo se Sovětem Tambovcevem a vybojoval bronzovou olympijskou medaili.
V období mezi olympijskými hrami 1988 a 1992 patřil mezi nejlepší sportovce v Československu. Zisk titulu mistra světa v roce 1990 mu vynesl titul sportovce roku. V roce 1991 měl nakročeno k úspěšné obhajobě titulu mistra světa, ale do finále nastupoval s vážným zraněním nohy, obsadil druhé místo. V roce 1992 se mu dostalo další pocty, byl určen vlajkonošem na zahajovacím ceremoniálu olympijských her v Barceloně. V samotném turnaji mu však nepřálo štěstí, potom co těsně nestačil na Čečence Elmahdi Džabrajilova, prohrál zápas pravdy s Němcem Gstöttnerem a obsadil 5. místo.
Po zániku Československa v roce 1993 se rozhodl reprezentovat rodné Slovensko, i když ještě v roce 1996 žil v Praze. V Praze se narodili oba jeho synové (*1990 a *1995).
V roce 1996 odjížděl na olympijské hry v Atlantě s medailovými ambicemi. Při zahajovacím ceremoniálu olympijských her se mu opět dostalo pocty nést státní vlajku. V olympijském turnaji startoval v lehké těžké váze a předvedl velmi dobrý výkon. Dostal se do závěrečných bojů, v semifinále však nestačil na fenoména této váhové kategorie Macharbeka Chadarceva a v souboji o třetí místo prohrál s Gruzíncem Kurtanydzem. Obsadil 4. místo. Po zápase s Gruzíncem nechal na žíněnce svou obuv, čímž symbolicky ukončil bohatou sportovní kariéru.
V roce 1998 pořádala mistrovství Evropy Bratislava a trenérům se podařilo ho přesvědčit k návratu. Startoval ve své střední váze a vybojoval 3. místo. V dalších letech se dále věnoval trenérské a funkcionářské práci, ale potom co jeho svěřenci vyhořeli na olympijských hrách v Sydney byl s bratrem odvolán. V novém tisíciletí v mnoha směrech nesouhlasil s politikou vedení slovenského zápasnického svazu, která zvolila cestu nákupu reprezentantů ze zahraničí – David Musulbes, István Lévai a svých pozic ve svazu se vzdal. Věnoval se podnikatelské činnosti v oblasti hokeje (oba jeho synové se hokeji věnují), do roku 2005 zápasil z finančních důvodů v německé bundeslize. V roce 2013 kandidoval na pozici župana Trenčianského kraja. K tréninkové práci v zápase se vrátil po téměř 15 letech v Košicích.

## Sportovní výsledky

### Volný styl
| Turnaj             | Československo | Československo | Československo | Československo | Československo | Československo | Československo | Československo | Československo | Československo | Slovensko        | Slovensko        | Slovensko        | Slovensko        | Slovensko | Slovensko |
| Turnaj             | 1983           | 1984           | 1985           | 1986           | 1987           | 1988           | 1989           | 1990           | 1991           | 1992           | 1993             | 1994             | 1995             | 1996             | 1997      | 1998      |
| Turnaj             | 20             | 21             | 22             | 23             | 24             | 25             | 26             | 27             | 28             | 29             | 30               | 31               | 32               | 33               | 34        | 35        |
| Turnaj             | střední váha   | střední váha   | střední váha   | střední váha   | střední váha   | střední váha   | střední váha   | střední váha   | střední váha   | střední váha   | lehká těžká váha | lehká těžká váha | lehká těžká váha | lehká těžká váha |           |           |
| ------------------ | -------------- | -------------- | -------------- | -------------- | -------------- | -------------- | -------------- | -------------- | -------------- | -------------- | ---------------- | ---------------- | ---------------- | ---------------- | --------- | --------- |
| Olympijské hry     |                | —              |                |                |                | 3.             |                |                |                | 5.             |                  |                  |                  | 4.               |           |           |
| Mistrovství světa  | 4.             |                | 11.            | 3.             | —              |                | 5.             | 1.             | 2.             |                | —                | 4.               | 6.               |                  | —         | —         |
| Mistrovství Evropy | 4.             | 7.             | 4.             | 3.             | 3.             | 5.             | 2.             | —              | —              | —              | —                | 3.               | 4.               | —                | —         | 3.        |